# Gino Capotosti
Gino Capotosti (Narni, 2 dicembre 1974) è un politico italiano.

## Biografia
Avvocato di professione, nel 2003 è eletto consigliere comunale a Narni con la lista de La Margherita. Nel 2005 passa all'UDEUR e alle elezioni politiche dell'anno successivo è candidato capolista per l'UDEUR alla Camera nella circoscrizione Umbria; ottenne 3.366 voti (lo 0,6% dei consensi) riuscendo a essere eletto deputato. Nella XV legislatura è stato membro della II° commissione Giustizia della Camera dei deputati, segretario del gruppo parlamentare UDEUR della Camera, membro dell'Ufficio bicamerale Unione interparlamentare, presidente della delegazione Italia - Polonia. È stato inoltre rappresentante della delegazione italiana dell'Unione interparlamentare a New York all'assemblea generale dell'ONU. Conclude il proprio mandato parlamentare nel 2008.
Nel 2009 lascia l'UDEUR e aderisce all'UDC. Nello stesso anno viene designato dall'allora Ministro dell'Agricoltura Francesco Saverio Romano come membro del consiglio di amministrazione della Unirelab, ente che tutela l'incremento delle razze equine; ha ricoperto l'incarico fino al 2014. Sempre per il Ministero dell'Agricoltura è stato inoltre rappresentante al comitato di coordinamento per la gestione e lo sviluppo del SIAN e direttore della Camera Nazionale Arbitrale in Agricoltura.